# Colégio da Polícia Militar da Bahia
O Colégio da Polícia Militar da Bahia (CPM) é uma rede de instituições de ensino, formada pela Polícia Militar da Bahia (PMBA).

## História
A 1ª Unidade Escolar do Colégio da Polícia Militar está situado à Avenida Dendezeiros s/n, Baixa do Bonfim, no Município de Salvador, em área pertencente ao núcleo que compõe a Vila Policial Militar do Bonfim. Foi criada através do Decreto de nº 16.765, publicado no Diário Oficial de 9 de abril de 1957, no Governo de Antônio Balbino. Possui como patrono o professor e jurista Rui Barbosa. De acordo com o decreto de criação, o objetivo primordial do CPM seria "propiciar a instrução aos filhos de policiais militares e civis servidores públicos federais, estaduais e municipais, em consonância com os programas do Ministério da Educação".
Hoje, atendendo à comunidade residente na capital e no interior, o colégio funciona em sistema de externato, em dois turnos distintos e o ensino é ministrado gratuitamente. A clientela, que até o ano de 1993, era constituída apenas do sexo masculino, no ano de 1994 teve o acréscimo do sexo feminino a partir da 5ª série do Ensino Fundamental. Atualmente, funciona com cursos desde a alfabetização até o 3º ano do ensino médio com pré-vestibular, espalhado em todo o Estado.
As unidades do CPM possuídas são em: Salvador (Dendezeiros, Luiz Tarquínio, Ribeira, Lobato e Cajazeiras), dispõe de escolas nas cidades de Teixeira de Freitas, Alagoinhas, Ilhéus, Itabuna, Feira de Santana, Vitória da Conquista, Candeias, Juazeiro, Jequié, Barreiras e Bom Jesus da Lapa (16° CPM). O Colégio Militar do Estado da Bahia, conseguiu em 2007 uma das melhores notas do Enem de todo o país, a unidade que obteve a maior nota foi a Unidade CPM - Anísio Teixeira de Teixeira de Freitas.